# محوطه کانی حوا
محوطه کانی حوا مربوط به سدهٔ ۱۰ تا ۱۲ ه.ق است و در شهرستان اشنویه، بخش نالوس، دهستان اشنویه جنوبی، روستای کهنه قلعه واقع شده و این اثر در تاریخ ۲۸ شهریور ۱۳۸۶ با شمارهٔ ثبت ۱۹۶۰۸ به‌عنوان یکی از آثار ملی ایران به ثبت رسیده است.